# Typhlocirolana moraguesi
Typhlocirolana moraguesi és una espècie de crustaci isòpode descobert pel biòleg marí romanès Emil G. Racovitza (1868-1947) a les Coves del Drac, a Portocristo, Mallorca. El nom de l'espècie és un homenatge al fill del propietari de les coves, Ferran Moragues, que acompanyà Racovitza en la seva campanya de tres dies per l'interior de les coves el 1904. D'aquesta espècie, n'existeix una subespècie: Typhlocirolana moraguesi aureae. A Romania, terra natal del seu descobridor, s'edità un segell amb la imatge de l'isòpode.
És un isòpode omnívor que s'alimenta fins i tot de la seva pròpia espècie. Pot atènyer fins al 15 mm de llargada i s'ha trobat només a Mallorca, Menorca, Cabrera i Dragonera. La seva citació a Sicília el 1979 ha de ser presa amb moltes reserves.